# Z réfléchi
Z (minuscule : z), appelé Z réfléchi, est une lettre de l’alphabet latin utilisée dans certains alphabets phonétiques comme l’alphabet de Thomas Smith au XVIe siècle, l’alphabet d'enseignement initial ou l’Unifon.

## Utilisation
Thomas Smith utilise le z réfléchi dans son alphabet phonétique pour l’écriture de l’anglais au XVIe siècle et celui-ci représente une consonne fricative palato-alvéolaire sourde [ʃ].

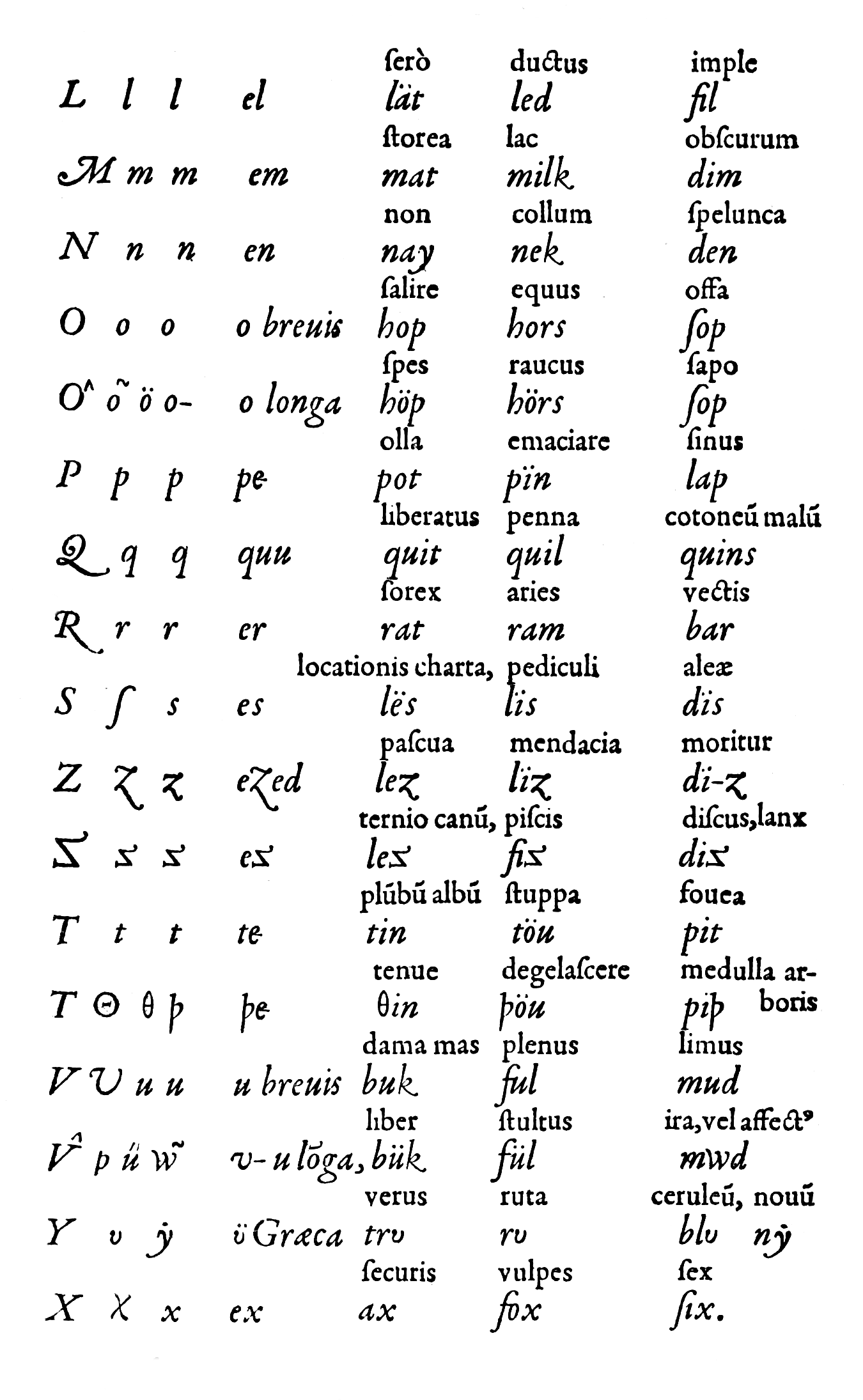
Deuxième moitié de l’alphabet de Thomas Smith avec le z réfléchi.

L’alphabet phonotypique d’Isaac Pitman utilise brièvement le z réfléchi, dans sa septième version avant d’être remplacé par le sigma réfléchi dans la huitième version et l’ej sigmoïde dans la version de 1847 .
Dans Unifon, le z réfléchi représente une consonne fricative palato-alvéolaire voisée [ʒ].
Dans l’Alphabet d'enseignement initial, le z réfléchi représente une consonne fricative alvéolaire voisée [z] comme le z mais là ou la lettre s est utilisée dans l’orthographe anglaise.
En dialectologie italienne, certains auteurs utilisent le z réfléchi comme symbole API non standard dans le digramme ‹ d͡z › pour représenter une consonne affriquée alvéolaire voisée [d͡z], le digramme ‹ d͡z › représentant plutôt une consonne affriquée dentale voisée [d̪͡z]. Ce symbole est notamment utilisé dans le canIPA, une révision de l’alphabet phonétique international de Luciano Canepari, représentant une fricative alvéolaire voisée non-sibilante [ɹ̝̝].

## Autres

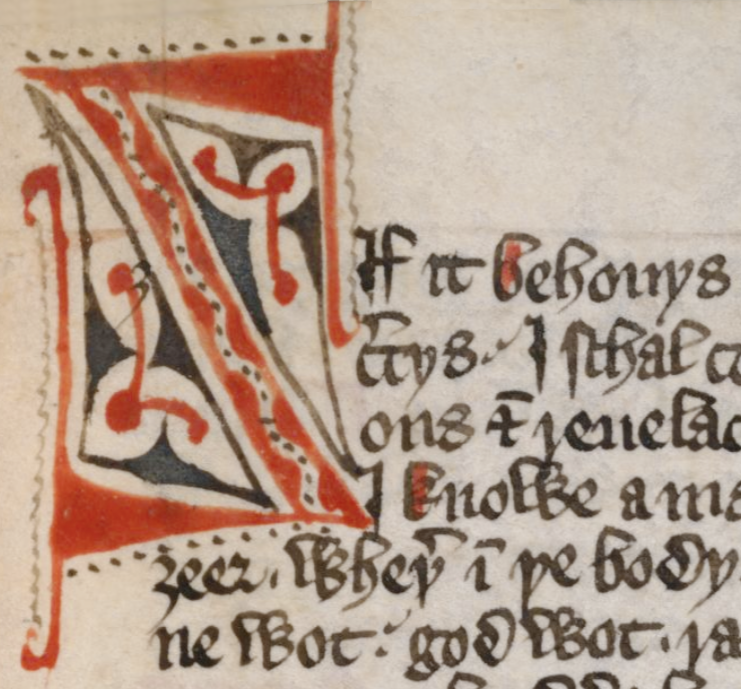
Ȝ majuscule avec la forme d’un Z réfléchi dans MS 032, f. 182r.

La majuscule de la lettre yogh, Ȝ, a parfois eu la forme d’un Z réfléchi, comme par exemple dans le manuscrit MS 032 du XIVe siècle.
La forme du Z réfléchi majuscule a parfois aussi été utilisée pour le S en vieil anglais.

## Représentation informatique
Le Z réfléchi n’a pas été codé en informatique et n’a pas de caractère Unicode standard le représentant.